# Хилково (Псковская область)
Хилково — деревня в Бежаницком районе Псковской области России. Входит в состав сельского поселения Бежаницкое.

## География
Деревня находится на востоке Псковской области, в пределах Бежаницкой возвышенности, к северу от реки Локня, на расстоянии примерно 15 километров (по прямой) к юго-юго-востоку (SSE) от посёлка городского типа Бежаницы, административного центра района. Абсолютная высота — 131 метр над уровнем моря.

## История
До 2005 года входила в состав ныне упразднённой Аполинской волости. С 2005 по 2015 годы — в состав Бежаницкой волости.

## Население
| 2001 | 2002 | 2010 |
| ---- | ---- | ---- |
| 7    | ↘6   | ↘3   |

Согласно результатам переписи 2002 года, в национальной структуре населения русские составляли 100 %.